# Рожченко, Евгений Николаевич
Евгений Николаевич Рожченко — советский государственный и хозяйственный деятель.

## Биография
Родился в 1915 году. Член КПСС.
С 1929 года — на хозяйственной работе.
В 1929—1985 гг. на ответственных и руководящих должностях в угольной промышленности СССР:
- начальник шахт и рудоуправлений в Сахалинской области,
- управляющий шахтоуправления, трестом, начальник комбината «Ростовуголь»,
- первый заместитель председателя, председатель Карагандинского совнархоза,
- заместитель министра угольной промышленности СССР.

За создание научных основ рационального извлечения запасов твёрдых полезных ископаемых и внедрение результатов в горную промышленность был удостоен Государственной премии в области техники 1983 года.
Умер в 1991 году.